# 苗栗縣苗栗市大同國民小學
苗栗縣苗栗市大同國民小學（苗栗市大同國小），是位於臺灣苗栗縣苗栗市的一所國民小學，原為苗栗第二公學校、苗栗南國民學校，附設幼兒園。

## 校園環境

### 校園建築
- 音樂教室
- 集合場
- 大操場
- 停車場
- 校門
- 幼兒園

## 校隊
- 大同國小籃球隊

## 外部連結
- 苗栗縣苗栗市大同國民小學 （页面存档备份，存于）
- 苗栗巿大同國小的Facebook專頁